# Notte prima degli esami '82
Notte prima degli esami '82 è una miniserie televisiva italiana prodotta da Rai Fiction e da Italian International Film, trasmessa su Rai 1 in due puntate, il 23 e 24 maggio 2011. Nonostante la serie si basi sui film Notte prima degli esami e Notte prima degli esami - Oggi ed i personaggi siano gli stessi, il cast è stato totalmente cambiato. Il secondo film narra eventi contemporanei alla vittoria del quarto mondiale italiano, del 2006, mentre la miniserie del terzo mondiale italiano, del 1982.

## Trama
La miniserie è ambientata nell'estate 1982 in Italia, a Roma, durante il campionato mondiale di calcio di Spagna.
Luca e i suoi amici Massi, Riccardo ed Alice sono agli ultimi giorni di scuola prima della Maturità. Luca conosce la bella Claudia su cui fa colpo fingendosi più grande e frequentante il quarto anno di Psicologia, presentandosi come Lorenzo (assumendo nome ed identità del fratello maggiore). Intanto Alice, storica amica di Luca, inizia ad innamorarsi di lui e soffre per questa nuova storia dell'amico.
Luca viene ammesso all'esame "per il rotto della cuffia" e suo malgrado scopre che il membro della commissione interna è il tanto temuto Prof. Martinelli, "la carogna", che nutre un desiderio di vendetta verso Luca perché ha involontariamente rivelato alla moglie i tradimenti del marito.
Il gruppo di amici progetta un viaggio post-maturità, possibile solo a condizione che Luca superi l'esame e che Massi lasci la sua storica fidanzata Cecilia "Morticia"; ma entrambi i tentativi del gruppo di ottenere questi risultati non si concludono come previsto.

## Ascolti
| Puntata | Messa in onda  | Telespettatori | Share  |
| ------- | -------------- | -------------- | ------ |
| 1       | 23 maggio 2011 | 4.581.000      | 17,01% |
| 2       | 24 maggio 2011 | 3.414.000      | 12,66% |

## Curiosità
- Riccardo Rossi e Enzo Salvi sono gli unici due personaggi interpretati dai medesimi attori di Notte prima degli esami - Oggi. Salvi recitò anche in Notte prima degli esami sempre nel ruolo del poliziotto.
- Nel ruolo del nonno e del padre di Riccardo recitano rispettivamente gli attori Paolo Ferrari e Fabio Ferrari, che sono padre e figlio anche nella vita reale.